# Bradford Dillman
Bradford Dillman (São Francisco, 14 de abril de 1930 - Santa Bárbara, 16 de janeiro de 2018) foi um ator e escritor norte-americano.
Em 1959, ele recebeu o prêmio de Melhor Interpretação Masculina no Festival de Cannes por seu trabalho em Compulsion.